# جورج راشينارو
جورج راشينارو (بالرومانية: Gheorghe Rășinaru)‏ (مواليد 10 فبراير 1915) هو لاعب كرة قدم. يلعب مع منتخب رومانيا لكرة القدم. سبق له أن لعب في كأس العالم لكرة القدم مع منتخب بلاده.

## روابط خارجية
- جورج راشينارو على موقع الاتحاد الدولي (مؤرشف)  (الإنجليزية)
- جورج راشينارو على موقع قاعدة بيانات كرة القدم.إي يو (الإنجليزية)
- جورج راشينارو على موقع ناشيونال فوتبول تيمز (الإنجليزية)
- جورج راشينارو على موقع Soccerway.com (الإنجليزية)
- جورج راشينارو على موقع عالم كرة القدم.نت (الإنجليزية)